# 마크 롤스턴
마크 롤스턴(Mark Rolston, 1956년 12월 7일 ~ )은 미국의 배우이다.

## 출연 작품
- 리썰 웨폰 2 - 한스 역
- 로보캅 2
- 쇼생크 탈출 - 복스 다이아몬드 역
- 알 카포네: 스카페이스의 전설 - 디온 오 바니온 역
- 미드웨이 - 어니스트 킹 역